# M7 (газове родовище)
53°37′45″ пн. ш. 5°08′40″ сх. д. / 53.629194° пн. ш. 5.144389° сх. д.
M7 — група газових родовищ у нідерландському секторі Північного моря, розробку якої організували з використанням спільної інфраструктури.
Родовище M7-A (M7-FA) відкрили у 1996 році внаслідок спорудження розвідувальної свердловини M7-5-S1, яка на глибині 2800 метрів виявила газонасичений інтервал товщиною 22 метри. Поклади вуглеводнів пов'язані з пісковиками тріасової формації Volpriehausen.

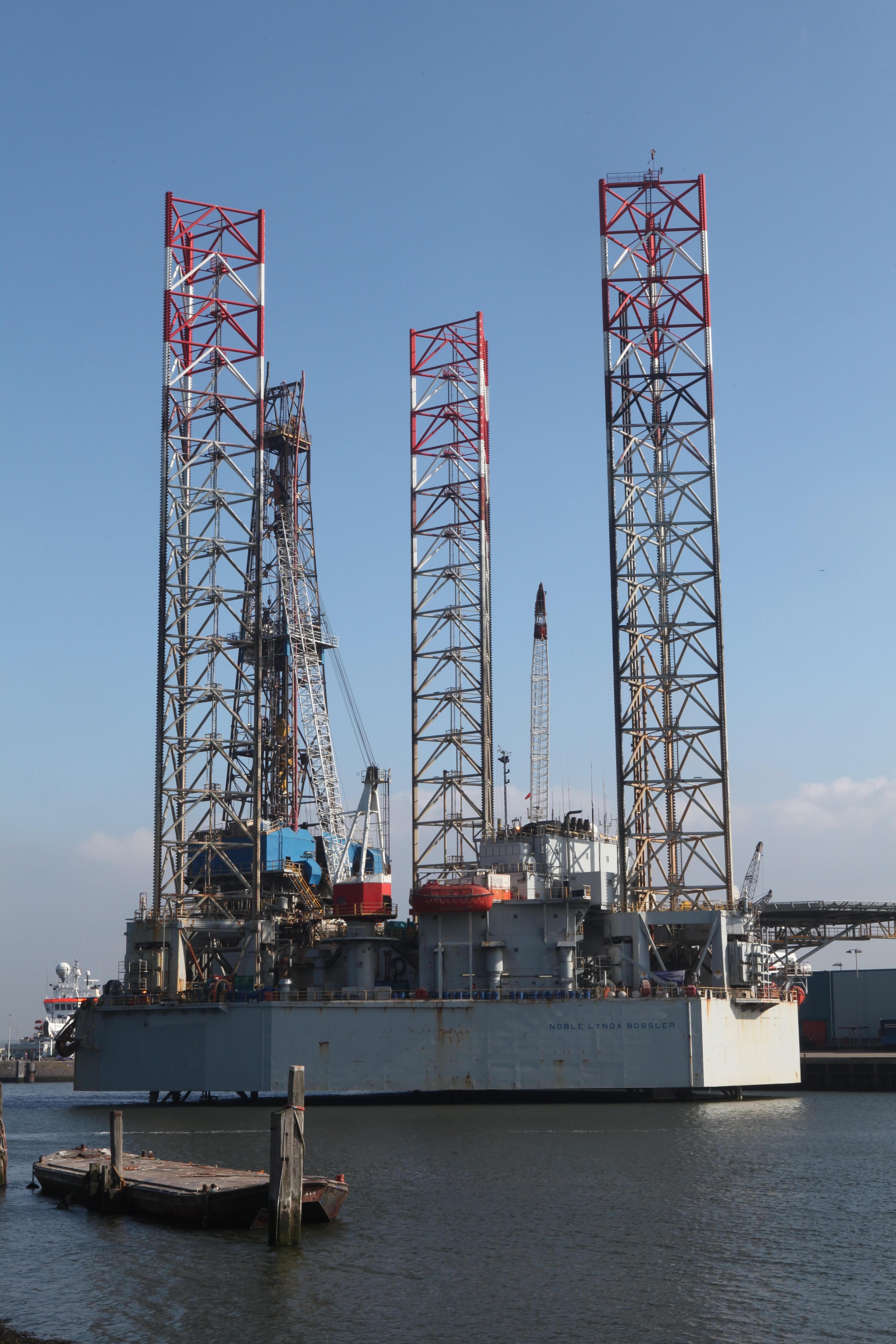
Бурове судно Noble Lynda Bossler

Розробку почали у 2009 році з використанням платформи М7-A, яку в районі з глибиною моря 25 метрів встановив плавучий кран великої вантажопідйомності Stanislav Yudin. Опорну основу платформи вагою 535 тонн закріпили чотирма палями вагою по 50 тонн, заглибленими на 35 метрів під морське дно. Вага «топсайду» при цьому складає лише 150 тонн. Видобуток провадився через споруджену буровим судном Noble Lynda Bossler свердловину M7-A01, котра досягла глибини у 3560 метрів. Для видачі продукції проклали трубопровід діаметром 150 мм та довжиною 12 км до платформи L9-FF у групі родовищ L9.
Розробку родовища М7-A організував консорціум за участі Cirrus Energy (42,75 %, оператор), EBN (50 %), а також DSM Energie і Energy06 Investments.
В 2010 році з платформи пробурили свердловину M7-7, яка на глибині 2792 метри зустріла газонасичені пісковики юрського періоду. Відкрите таким чином родовище M7-B ввели в експлуатацію у 2013-му.
За період з 2009-го по квітень 2015-го, коли виробництво з родовища М7-А призупинили, накопичений видобуток склав 0,72 млрд м3. З M7-B у 2013—2016 роках отримали 0,256 млрд м3.